# تاريخ النادي الأهلي (السعودية)

شعار النادي الأهلي السعودي الرسمي

تأسس النادي الأهلي عام 1355 هـ (1937 م) على يد أربعة شبان، ويقع مقره في قلب مدينة جدة في بموقعه الاستراتيجي على أكبر شوارعها ـ شارع الأمير محمد بن عبد العزيز (التحلية). نبتت فكرة تأسيسه بين عدد من الطلاب في مدرسة الفلاح ـ أقدم مدارس مدينة جدة ـ فكانت بداية انطلاقة الأهلي نحو آفاق أوسع وبات يتقدم إلى الريادة شيءًا فشيئًا، وتتويجًا لهذا النجاح أطلق عليه الملك عبد الله بن عبد العزيز لقب سفير الوطن وتوجه بدرع التفوق الرياضي عندما استقبل الأمير خالد بن عبد الله بن عبد العزيز رئيس هيئة أعضاء الشرف وأعضاء شرف النادي ورؤسائه على مر تاريخه وإدارة النادي برئاسة عبد العزيز العنقري ولاعبي النادي في يوم تاريخي لن ينساه الرياضيون بصفة عامة والأهلاويون بصفة خاصة كأكبر تكريم حصل عليه النادي الأهلي في تاريخه بعد تحقيقه إنجازًا فريدًا في نفس العام حيث حقق أربع بطولات خارجية وعانق العالمية من خلال فريق كرة اليد الأول الذي حقق بطولة آسيا ثم كأس الخليج وفريق كرة القدم الأول وفريق كرة الطائرة الأول بعد أن حققا بطولتي الخليج أيضًا في نفس العام.
ولا يذكر اسم النادي الأهلي إلا ويذكر اسم الأمير عبد الله الفيصل بن عبد العزيز، منذ أن استقال من عمله كوزير للداخلية، وهي الفترة التي عُرف فيها النادي الأهلي على ساحة البطولات، ولقد مثلت محبة الأمير عبد الله الفيصل للأهلي أنموذجا فريداً ورفيعاً في التضحية والبذل والعطاء، فقد وجد الأمير عبد الله نفسه بشكل إيجابي داخل هذا النادي مع أعضائه وأبنائه، وكان يرى أن غرسه يثمر ودعمه يؤتي أكله، وأصبح النادي محببًا إلى نفسه لما وجده في أبنائه من العطاء والبذل والتضحية، ولما لمس فيهم من الالتفاف والوفاء والحب، وهو ما كان يبحث عنه، فكانوا أوفياء معه بما آل إليه مصير النادي على كافة الأصعدة وفي كل الألعاب بتحقيق البطولات وتمثيل الوطن خير تمثيل بما يحقق طموحه الذي أراد للأهلي أن يكون بهذه الصورة النموذجية.
قبل هذه الصورة وصف الأمير عبد الله الفيصل النادي الأهلي بالبيئة التي تقوم على أسس رياضية ومفاهيم نبيلة وقال ما نصه: «كنت أنشد نادياً نموذجياً في كل شيء، مثالياً في كل صورة، فبعد أن استقلت من وزارة الداخلية وابتعدت عن المجال الرياضي بالصفة الرسمية، أصبح المجال أمامي واسعاً للتحرك بجدية في نطاق طموحاتي الشخصية فكانت بيئة النادي الأهلي تجذبني إليها بقوة، لأنها تقوم على أسس رياضية ومفاهيم نبيلة، بالإضافة إلى أنه كانت تربطني بالأهلاويين صداقات حميمة، ومثبتة، فتقربوا إلي أكثر، وتقربت أنا إليهم».
وبدأت علاقة الأمير عبد الله الفيصل بالنادي الأهلي منذ عام 1369 هـ وبالتحديد في 10 جمادى الأولى، عندما حضر مباراة الأهلي مع فريق جون هاوارد، وفاز فيها الأهلي 4/ صفر، وعندما سجل الأهلي هدفه الأول انتفض الحب الكامن في وجدان الأمير لهذا النادي، الذي لم يكن قدر سار على طريق المجد والبطولات بعد، ككل الأندية الأخرى، لعدم وجود بطولات تتنافس عليها الأندية والفرق، غير مباريات ثنائية أو كؤوس مقدمة لمباريات بين فريقين أو أكثر لا تستمر عادة..

## المرحلة الأولى 1355 هـ - 1359 هـ

### التأسيس

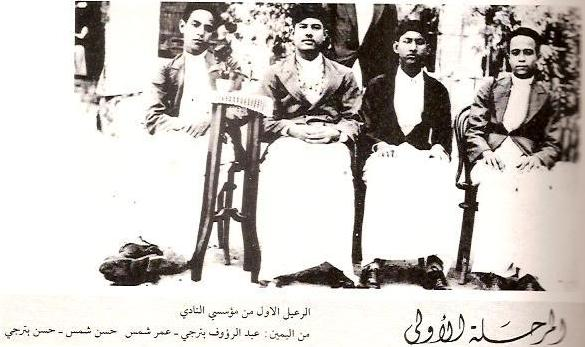
صورة تجمع مؤسسي الأهلي وهم: عبد الرؤوف بترجي، عمر شمس، حسن شمس، حسن بترجي

نبتت فكرة تأسيس الفريق حين اجتمع مجموعة من الأصدقاء للتباحث والتشاور، كان هؤلاء الشباب زملاء يدرسون في مدرسة الفلاح وفي نفس الوقت جيرانا في حارة الشام احتضنتهم دار آل البترجي. كلف الشبان أحدهم ويدعى حسن محمود شمس بالعمل على تأسيس الفريق وإخراجه إلى حيز الوجود ولم يكن هذا الاختيار عشوائياً، إذ كان حسن يتمتع بصفات القيادة الفطرية وكان محبوباً بين أقرانه ولاعبا بارزاً في مدرسة الفلاح ونادي الاتحاد، فأعلن مولد الأهلي عام 1357 هـ وسمي الفريق بالأهلي تيمناً بالنادي الأهلي بمصر الذائع الصيت آنذاك. وأقيم بهذه المناسبة حفل كبير في القصر الأخضر بحارة العمارية بجوار حراج السيارات القديم ملك الشيخ العماري.
تولى رئاسة النادي بعد تأسيسه مؤسسه حسن محمود شمس، ومن تسلسل الأحداث والظروف التي أحاطت بمولد الأهلي كان من الطبيعي أن تتولى إدارته واللعب تحت رايته مجموعة من هؤلاء الفتية فشكلت الإدارة وأختير اللاعبون وكانت النواة الأولى نخبة ممتازة من أبناء مدينة جدة كما أختير الشعار الأزرق والأبيض للفريق.

### استقالة حسن شمس من الاتحاد

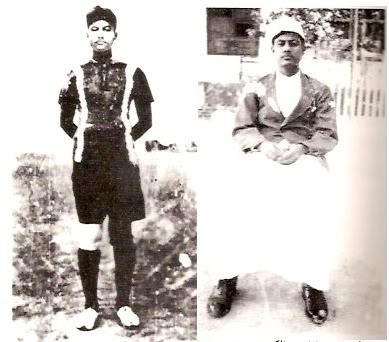
حسن شمس أول رئيس للأهلي وهو يرتدي الزي البلدي والطقم الرياضي

حين تولى حسن محمود شمس رئاسة الفريق قطع صلته بفريق الاتحاد لأنه كان لاعبا فيه. روى شقيقه عمر محمود شمس قصة قطع حسن صلته بالإتحاد قصة في مرحلة تأسيس الأهلي قائلا أن حسن كان لاعبا في الاتحاد فشاءت الصدف أن يتفق الاتحاد على إقامة مباراة ضد أحد فرق جدة وكان ذلك في مرحلة تأسيس الأهلي وكان في يقينه أنه سيشارك فريق الاتحاد في هذه المباراة كلاعب أساسي فذهب إلى الملعب بنية المشاركة وهو بلباسه الكروي ولكن المسؤولين عن فريق الاتحاد سلموه رسالة خطية وضعته أمام أحد خيارين، وهو إما أن يقطع صلته كليا بالأهلي ليشارك في هذه المباراة أو يحرم من المباراة إذا أصر على بقائه في الأهلي وكان الموقف صعبا وأليما بالنسبة له ومحرجا في ذات الوقت، ولكنه إتخذ قراره دون تردد فآثر أن تكون صلته دائمة بالأهلي والتصاقه به مستمرا وكانت هذه الحادثة نهاية صلته بالإتحاد.

### الإداريون
تولى إدارة الفريق في هذه المرحلة عدد من الأفراد كما يلي:
- حسن محمود شمس (الرئيس)
- عبد الرؤوف إبراهيم بترجي (نائب للرئيس وأمين للصندوق)
- عبد الجليل إبراهيم بترجي
- عمر محمود شمس
- عمر باقيس
- محمد عبد الله الصائغ
- إبراهيم صالح بكر
- إبراهيم نشار
- إبراهيم بكر زهران
- حسين طه صابر – عضو
- علي حسن النخلي
- أمين تونسي
- حسن إبراهيم بترجي
- صالح محمد الرويان

### اللاعبون
- حسن محمود شمس
- هشام طلال محمد نور
- عبد الرؤوف إبراهيم بترجي
- أحمد محمد راجح
- إبراهيم صالح بكر
- أحمد زقزوق
- إبراهيم بكر زهران
- علي جاسر
- حسين طه صابر
- بكر باناجه
- علي حسن صابر
- أحمد باناجه
- حسن جوهر
- عبد الرحمن صعيدي
- حسن خميس
- ناصر عبد المطلوب
- محمد عبد الله الصائغ
- برهان الجاوى
- خالد سلامة
- أحمد كلالي
- محمد باديب
- زامل المهنا

ومن الذين ساهموا أيضا في تأسيس النادي:
- أمين الرويحي
- مصطفى صعيدي
- حسين هزازي
- الأ عمر ثابت
- حسن أبو الجدايل
- سبع الليل
- علي أبو بكر قاضي

### النشاط الرياضي

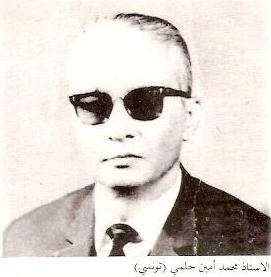
محمد أمين حلمي تونسي أحد مؤسسي النادي الأهلي وأول مدرب للفريق الأهلاوي عبر تاريخه

بدأ فريق الأهلي مزاولة تمارينه على أرض فضاء خارج سور مدينة جدة وهي الأرض الواقعة الآن في البغدادية شمال مبنى وزارة الخارجية وخلف مباني رضا أمين وكانت تعرف بأرض الدباب ولقد اشتق هذا الاسم من دباب قديم متآكل رابض بهذه الساحة وتولى أمين تونسي مهمة التدريب والتحكيم.
ولد الأهلي قويا رغم قصر عمره ونافس بضراوة الفرق التي سبق مولدها مولده، وكان هذا التنافس سببا رئيسيا في دفع عجلة التقدم الرياضي في جدة والارتقاء بمستوى الرياضة بصورة عامة. كانت اجتماعات النادي تعقد في ملتقى الأحباب دار آل البترجي ولم تكن هناك أنظمة معينة تخضع لها عملية تأسيس فريق لكرة القدم وهي اللعبة الوحيدة التي كان يمارسها شباب زمان ولم يكن هناك اتحاد للشؤون الرياضية ينظم شؤونها، وتأسيس الفرق هذه كان يتم باجتهادات فردية
كانت المباريات تقام بين الفرق باتفاق من الطرفين المتباريين بحيث يتقدم أحدهما بخطاب إلى الفريق الآخر يتضمن طلبه إقامة المباراة فيوافق الطرف الآخر وتقام المباراة ثم يقوم الطرف الداعي بتقديم المياه الغازية أو ما كان يعرف حينئذ (بالقازوز) بين شوطي المباراة إلى الفريق الضيف احتفاء به وتكريما له ولأن التقاليد العرفية لابن البلد الأصيل تحتم عليه رد هذا الجميل بمثله يقوم الطرف الذي قبل الدعوة إلى المباراة الأولى فيتقدم بطلبه في إقامة مباراة ثانية فتقام المباراة ويقوم الداعي هذه المرة بتقديم (القازوز) بين شوطي المباراة وكانت هذه العادة تسمى ب (رد القازوز) وكان يباع القازوز في محل يملكه طه الجداوي الذي غلب عليه اسم (طه قازوز).
أما الموارد المالية لتغطية النفقات فكانت تعتمد على الاشتراكات التي كان يدفعها الإداريون واللاعبون وبعض المشرفين، وقيمة الاشتراك كانت تتراوح بين خمسة وعشرة قروش، تقدر الميزانية السنوية للفريق بمبلغ وقدره (121,5) ريال سعودي فقط وهو مايمكن اعتباره بأول ميزانية للنادي الأهلي وهو مبلغ كبير في وقته.
ولم يمض عامان على نشأة الأهلي حتى إضطر إلى التوقف مع بقية فرق جدة ومكة المكرمة عن ممارسة اللعب حين صدر أمر منع اللعب في عام 1359 ه بسبب أحوال الحرب العالمية الثانية فاحتجب الفريق قرابة العشر سنوات ولكن ظل يزاول تمارينه خلال هذه المدة في فترات متقطعة متباعدة.
عن تلك الفترة الزمنية التي تأسس فيها الأهلي، نقتبس بعض أقوال اثنين من مؤسسي الأهلي؛ عمر محمود شمس وعبد الرؤوف إبراهيم بترجي،
" كانت لعبة كرة القدم من الألعاب غير المشروعة وغير المستحبة لاعتقاد كبار الشخصيات في البلد أنها تعوق عن أداء الصلاة في وقتها وخاصة صلاة المغرب، وفي محاولة منا لتذليل هذه العقبة تقدمنا إلى قائماقم جدة الأستاذ إبراهيم بن معمر بطلب تضمن السماح لنا بمزاولة اللعب وبالتعهد منا على أداء الصلاة في وقتها والامتناع عن مزاولة التمارين في أوقات الصلاة، فقبل طلبنا وسمح لنا باللعب وبناء عليه فقد وضعنا براميل على جانب الملعب كنا نملأها لاستعمالها عند الوضوء.
كنا نثبت قوائم المرمى قبل التمرين ونقتلعها بعد التمرين حفاظا عليها من الضياع ثم نحتفظ بها في مكان آمن لنعيد تثبيتها في اليوم التالي ولما لهذه العملية من مشاق فقد اضطررنا إلى تعيين شخص للقيام بهذه المهمة لقاء أجر شهري تخونني الذاكرة في تذكر قيمته.

## المرحلة الثانية 1369 هـ - 1371 هـ

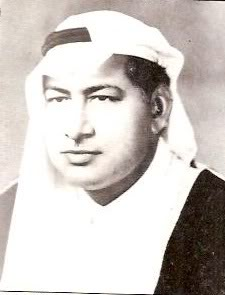
عمر شمس ثاني رئيس للأهلي

استأنف الأهلي نشاطه الرياضي في عام 1369 هـ ولكن هذه المرة بمجلس إداري جديد، برئاسة عمر محمود شمس الذي خلف أخاه حسن محمود شمس الذي توفي في عام 1363 هـ وتألق نجم الأهلي ساطعاً في هذه المرة وعلى أكتاف هؤلاء:

### الإداريون
- عمر محمود شمس (الرئيس)
- إبراهيم نشار
- أمين تونسي
- عباس حمزة حسنين
- محمود عارف
- عبد العزيز باناجه
- يوسف محمود شمس
- محمد ملا
- هشام طلال
- حسين أكبر
- عبد المجيد يوسف
- خالد سلامه
- محمد محمود شمس
- إبراهيم صالح بكر
- عمر أديب الأعمى
- حسن أحمد علي التركي
- عبد الفتاح عبد ربه
- عبد الباسط أحمد حسين
- عبد الكريم بكر محمد

### اللاعبون
- عبد الله باناجه
- عبد المجيد يوسف
- بكر باناجه
- أبو زيد حسن جاويش
- عبد الرحمن قهوجي
- حمدتو كاظم
- غلام الباكستاني
- محمد عثمان
- أحمد خليل
- فاروق نجار
- شاكر عباس ملا الشهير بـ (طموش)
- حسن نوري
- معاوية أبو غالب
- محمد صالح بخاري
- صلاح غرباوي
- سالم باعيسى
- حسن خميس
- يوسف عبد الشكور
- محمد سعيد باخريبه
- محمد قاسم
- أحمد أبو داوود
- أحمد نشار
- عبد الله الغمري
- كامل شيخ
- علي عرب
- حسين أكبر
- عبد الله زهران
- مستر ماديسون (إنجليزي)
- محمد ياقوت
- مستر كريف (هولندي)
- سعد باناجه

### النشاط الرياضي
كان أول قرار إتخذته اللجنة الإدارية هو تغيير شعار النادي من الأزرق والأبيض إلى الأخضر والأبيض تيمنا بالعلم السعودي، وبدأ الفريق مزاولة تمارينه في أرض جديدة وهي الواقعة الآن في الشرفية بجوار فندق العطاس وأمام تقاطع الجسر وبعد فترة وجيزة من استئناف الأهلي لنشاطه إنضم إليه الشيخ حسن سرور الصبان وكان دعما قويا للنادي بحكم مركزه الاجتماعي والأدبي وعين رئيس شرف للنادي، وكانت الانطلاقة في هذه المرة واسعة فطرق الأهلي أبوابا كانت موصدة ولأول مرة في تاريخ الرياضة في جدة ومكة المكرمة إن لم تكن في المملكة فكسر طوق الإقليمية الرياضية في جدة واتسعت الدائرة لتشمل مكة المكرمة، واستعان بلاعبين استقدمهم من السودان لأول مرة بغرض الاستفادة والاحتكاك بهم وبهدف الارتقاء بمستوى الكرة وكان أول الوافدين عبد الله دانا دانا وأد روب وسليمان غندورة وشيبه ثم عبد الله عبد الماجد ومحمد عثمان بشير الشهير بحمدو وأحمد عبد الله، ولعب ضد فرق أجنبية ولأول مرة في عمر الأهلي، وكان أول الغيث أن تبارى مع فريق من موظفي شركة جون هاورد الإنجليزية وهي الشركة التي كانت تقوم بتقديم الاستشارات الفنية والمعدات اللازمة للعين العزيزية والميناء البحري، وأقيمت هذه المبــــاراة بتاريــخ 7/5/1369 هـ.

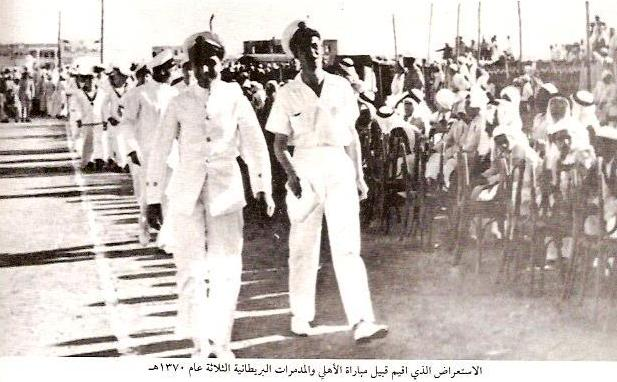
منتخب البوارج الثلاثة البريطانية الذي لعب ضد الأهلي في 1951

ثم طرق الأهلي أبواب عصره الذهبي حين حظي بشرف انضمام الأمير عبد الله الفيصل وكان ذلك بتاريخ 25/6/1369 هـ، ثم توالت ريادة الأهلي في إقامة المباريات ضد فرق أجنبية ومن المباريات التي حفظها التاريخ:
- الأهلي ضد بحارة المدمرة الهولندية (جيرك هدسن): أقيمت المبارة على ملعب الأهلي في 22/ 4 / 1370 وانتهت بنتيجة 3 - 0 لصالح الأهلي، أدار اللقاء الحكم حسن السيد. سجل أهداف الأهلي: (الهدف الأول) عبد الرحمن قهوجي في الشوط الأول، و(الهدف الثاني) محمد قاسم في الشوط الأول، (الهدف الثالث) محمد عثمان في الشوط الثاني. حضر هذه المباراة كل من الأمير عبد الله الفيصل والأمير سعد بن فهد والشيخ حمد السليمان وكيل وزارة المالية وعبد الله الشيبي من سدنة الكعبة المشرفة.
- الأهلي ضد منتخب البوارج البريطانية الحربية (يوليس-ميرميد/سيربرايس): أقيمت المبارة على ملعب الأهلي في 10 / 7 / 1370 هـ وانتهت بنتيجة 3 - 2 لصالح الأهلي. أدار اللقاء الحكم حسن السيد. سجل أهداف الأهلي: (الهدف الأول) معاوية أبو غالب في الشوط الأول، الهدفين الثاني والثالث محمد قاسم في الشوط الأول أيضا. وكانت المكافأة رحلة إلى مصر لمشاهدة مباراة منتخب مصر ضد منتخب النمسا وذلك لكل من شارك في هذه المباراة، تكفل بنفقاتها الأميرعبد الله الفيصل.
- الأهلي ضد منتخب الجالية الإيطالية المقيمة في مدينة جدة والتي كان معظم أفرادها يعملون في شركة بكتر وكانت النتيجة لصالح الأهلي، أقيمت المباراة على ملعب الأهلي بتاريخ 25 / 6 / 1369 هـ.

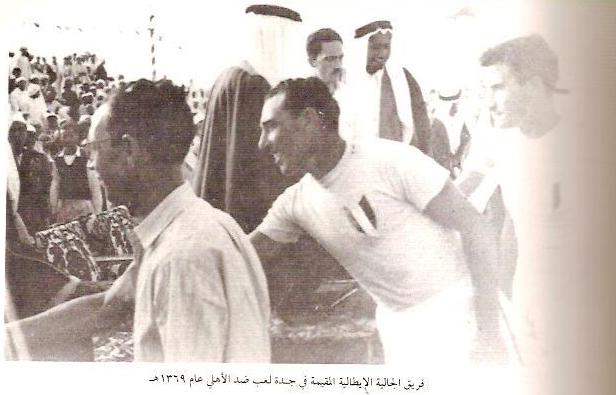
منتخب الجالية الإيطالية الذي لعب ضد الأهلي في 1950

وفي شهر رجب من عام 1371 هـ زار المملكة منتخب وزارة الصحة المصرية لكرة القدم، وكان يضم خيرة اللاعبين المصريين، ولعب مباراتين وديتين ضد منتخب الأهلي والوحدة وكانت نتيجة المبارتين كالآتي:
- المباراة الأولى بتاريخ 26 / 7 / 1371 هـ: أقيمت المباراة على ملعب الصبان بجدة، وانتهت بفوز الأهلي 3-1، أدار اللقاء الحكم حسن إمام. سجل الأهداف: الهدف الأول سجله اللاعب/ السمح في الشوط الأول، الهدف الثاني سجله اللاعب/ محمد أحمد بلال المشهور بـ (جربان) في الشوط الأول، والهدف الثالث سجله اللاعب/ عبد الله كعكي في الشوط الثاني. حضر المباراة الأمير عبد الله الفيصل.
- المباراة الثانية حسب مانشر عنها بجريدة البلاد السعودية بتاريخ 3 / 8 / 1371هـ:: اقيمت المباراة على ملعب الصبان بجدة، وانتهت بنتيجة 1 -0 لصالح منتخب وزارة الصحة، أدار اللقاء الحكم حسن إمام. حضر المباراة الأمير عبد الله الفيصل والسفير الأمريكي والحسيني الخطيب وزير مصر المفوض وحسين العويني وإبراهيم شاكر.

ورغم هذا النجاح الكبير والمنقطع النظير دبت الخلافات بين أعضاء النادي والمؤسسين أواخر عام1371 هـ واحتدم الخلاف بينهم مما أدى إلى ابتعاد رئيس النادي آنذاك الأستاذ عمر محمود شمس وتغيير اسم الأهلي إلى (نادي الثغر) وليواصل مشواره باسمه وشعاره وكافة لاعبيه وإدارييه، وأسدل التاريخ الستار على هذه الفترة من عمر الأهلي ليحل محله نادي الثغر بثوبه الجديد وبشعار الأهلي الأخضر والأبيض.

## المرحلة الثالثة 1371 هـ - 1381 هـ

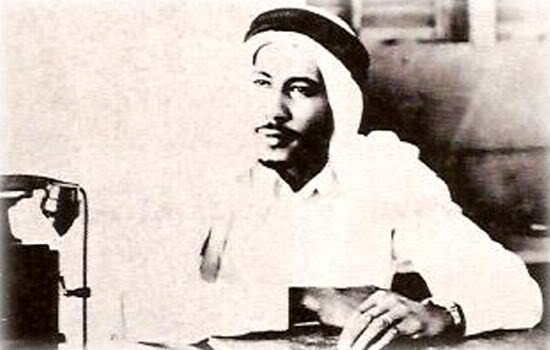
حسن سرور الصبان ثالث رئيس للأهلي

استقر الأمر على تغيير اسم الفريق من الأهلي إلى الثغر وتكونت الإدارة الجديدة للثغر من:
- حسن سرور الصبان - رئيسا
- مصطفى صعيدي - سكرتيرا
- داوود عبد الله كنو - عضوا
- علي جاسر - عضوا
- محمد أمين تونسي - عضوا فنيا
- أسعد عبد العزيز بخش - عضوا
- يوسف عبد الشكور - عضوا ومسئولا عن فريق الشباب
- محمد صالح بخاري - عضوا
- عبد الباسط محمد حسين - أمينا للصندوق
- محمد صالح باعشن - عضوا
- عمر أديب الأعمى - عضوا

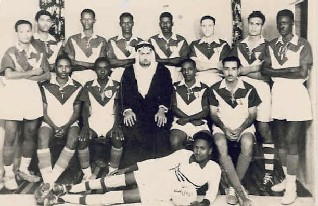
صورة أرشيفية لفريق الأهلي في الخمسينات الميلادية من القرن الماضي

استعان الثغر في بداية عهده بلاعبين من جمهورية مصر العربية ليعزز قدراته الفنية واستقدم كلا من عبد رب النبي وتوتو وزكريا وعلي شرف ليشكلوا مع إخوانهم من لاعبي الأهلي قوة كروية ضاربة ولكن هذه القوة لم تستغل الإستغلال الجيد وبالتالي كانت حصيلتها غير مجدية وغير ما كان مرجوا منها، وجاءت نتائجها بالتالي هزيلة رغم إمكانياتها الهائلة، وكل هذا أدى إلى تسرب اليأس إلى نفوس العاملين بالنادي وبالتالي إلى الابتعاد عنه وأمام هذا الوضع الجديد كان لابد من تقليص النفقات والاستعناء عن بعض اللاعبين لتستقر التشكيلة الأساسية للثغر في أواخر عام 1374 هـ على اللاعبين:
- ياسين صالح صلاح
- السر سالم
- عمر الصومالي
- بلال جمجوم
- مبارك أبو اللول
- عبد الخير
- فضـل عبد الوهاب خزامى
- الحاج سعيد باشعب
- عثمان شيهو
- عبد الله عبد الماجد
- بكر عبد الشكور
- أحمد نوري
- سعيد الهندي توتو
- عبد الوهاب فرج
- كبسون صالح
- حمزه دينمو

واستمر الثغر يشق طريقه بصعوبة بالغة وبفضل جهود المخلصين من أبنائه حتى نهاية عام 1380 هـ حين عاد اسم الفريق مرة أخرى إلى الأهلي.
وخلال هذه المدة البالغة عشر سنوات تقريبا لم يحصل الأهلي إلا على بطولة واحدة فقط وهي بطولة كأس سمو ولي العهد عام 1377 هـ حين فاز على الأولمبي في المباراة الختامية بثلاثة أهداف مقابل لاشئ والتي أقيمت علـى ملعب الصـبان بتـاريخ 17 / 8 / 1377 هـ.
لكن الخلافات دبت مرة أخرى بين الإداريين في نادي الثغر وأدى هذا الخلاف إلى استقالة رئيس الثغر محمد قشلان وابتعاد معظم الإداريين عن الثغر، ولم يقف بجانب الثغر في هذه الفترة إلا القلة القليلة من الإداريين ونتيجة لهذه الصعوبات والخلافات معا وابتعاد معظم محبي النادي من الإداريين الذين تواصلت جهودهم لخدمة النادي فترات طويلة، وجد الثغر نفسه في ظروف صعبة جدا إن لم تكن أصعب الظروف التي مرت به وانسلخ من جلد النادي خيرة اللاعبين من أبنائه ليسجلوا لأندية أخرى وفي هذه الظروف الصعبة تولى الأستاذ عبد الرحمن بن سعيد رئاسة الثغر في أوائل عام 1378 هـ تقريبا ويحاول إنقاذ مايمكن إنقاذه، وبفضل جهوده وجهود المخلصين من أبنائه زالت حالة انعدام الوزن التي يمر بها النادي وأمكن ملء الفراغ الذي خلفه أبناء الثغر الذين سجلوا لأندية أخرى باستقدام لاعبين من هلال الرياض الذي كان يرأسه الأستاذ عبد الرحمن بن سعيد أيضا، للمشاركة في المباريات الهامة للثغر ليعودوا بعد المباراة إلى الرياض ومن هؤلاء اللاعبين / مبارك عبد الكريم وصالح أمان والكوش، واستمرت رئاسته للنادي حتى أواخر عام 1379 هـ حين قدم استقالته بتاريخ 3 / 10 / 1379 هـ ليتفرغ للهلال بالرياض ولأن ظروف عمله تتطلب تواجده معظم فترات السنة في الرياض ورغم قصر مدة رئاسته إلا أنه قدم للثغر مايستوجب الشكر والعرفان بالجميل.
ثم خلفه في رئاسة النادي الأستاذ جميل قمصاني في عام 1380 هـ واستمر في رئاسة النادي حتى مطلع عام 1381 هـ ورغم المدة القصيرة التي ترأس فيها النادي إلا أنها كانت أعنف المراحل في حياة هذا الصرح (الثغر) فلقد كان الأستاذ جميل قمصاني قوي الشخصية ذكيا بالفطرة واسع الحيلة ومحبا للإحسان والبر وكلها صفات جذبت اللاعبين إليه فأحاطوه بالمحبة والتقدير واعتبروه الأب الروحي لهم ولكن هذه الصفات لاتكفي للارتفاع بمستوى الثغر وإن كانت من أهم العوامل لذلك، فلابد أن تتضافر الجهود وجهود كل المحبين ولابد من لم الشمل ولابد من توافر عوامل أخرى إلى جانب العوامل والصفات التي كان يتمتع بها رئيس النادي ولهذا دعى المحبون للنادي إلى توحيد الجهود ورأب الصدع فاجتمع كل المحبين بمن فيهم كل الذين ابتعدوا عنه بهدف تحسين أوضاع النادي ورغم كل الجهود التي بذلوها والمحاولات الجادة المخلصة من الجميع إلا أنهم لم يتوصلوا إلى اتفاق يرضي الجميع بل احتد الخلاف بينهم إلى درجة لارجوع منها وكانت النتيجة أن تخلى رئيس النادي عن (الثغر) وأعاد تأسيس الهلال البحري وضم إليه كل لاعبي الثغر ولم يشذ منهم إلا اللاعبان ياسين صالح صلاح وعبد الله باوزير حيث آثرا التمسك بالثغر.
ولقد بذلت جهود كبيرة لثني الأستاذ جميل قمصاني عن قراره ولكنه رفض كل محاولات الصلح وآثر أن يتمسك برأيه ويعلن عودة الهلال البحري من جديد بعد أفوله سنوات طويلة وبلاعبي الثغر.

## المرحلة الرابعة 1381 هـ - 1382 هـ

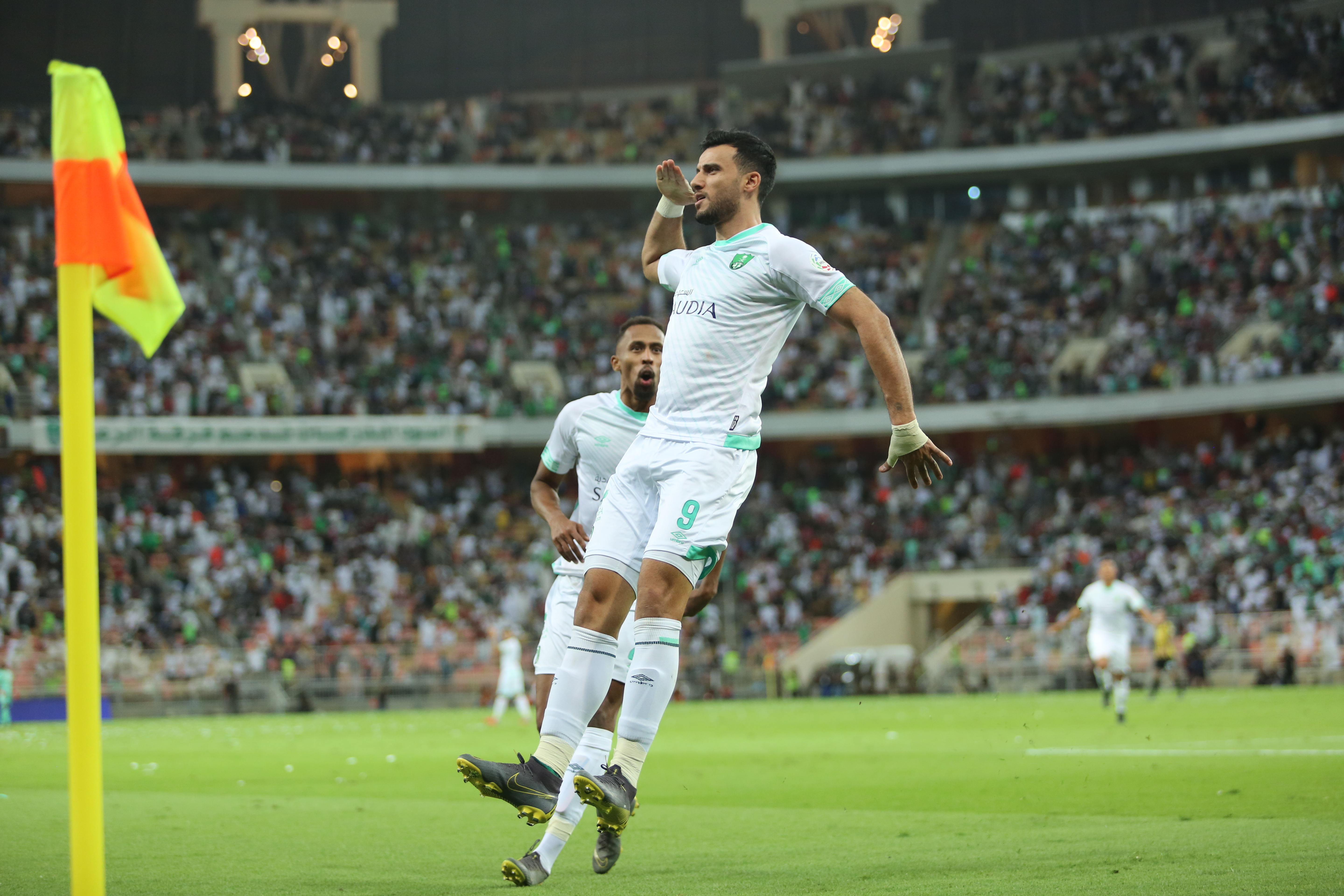
عمر السومة أكثر اللاعبين غير السعوديين مشاركة في المباريات الرسمية مع النادي بـ245 مباراة والهداف التاريخي للنادي بـ195 هدف.

عُقد اجتماع في منزل أحمد اليافعي بالعمارية وضم الاجتماع الأول كلاً من داوود عبد الله كنو ويوسف عبد الشكور وأحمد اليافعي وأحمد عبد الله ثم توسع الاجتماع ليضم كلا من عبد الله عبد الماجد وعبد الفتاح عبد ربه وأسعد عبد العزيز بخش وعبد الله القنب وعبد الله الناصر وأحمد سليمان أبو داوود وعبد الله الرابغي، واتفق الجميع على مواصلة المشوار وانتهاز موسم التسجيل السنوي لضم لاعبين جدد إلى النادي وكانت الحصيلة النهائية تسجيل هؤلاء اللاعبين:
- ياسين صالح صلاح
- عبد الله باوزير (اللاعبان الوحيدان اللذان آثرا البقاء في الثغر ولم يسجلا للهلال البحري)
- مبارك أبو غنم
- حسن محمود عبد الجليل (انتقلا من الشاطئ ليسجلا للأهلي)
- عبد العزيز خليل
- بكر عبد الشكور (كانا أصلاً من لاعبي الثغر ولكنهما سجلا للشاطئ في موسم عام 1378 هـ)
- عبد الرؤوف توفيق
- موسى حسن العمري
- عبــدالله أبو داوو د
- صالح كعدور (انتقلوا من فريق الزمالك أحد فرق الدرجة الثانية بمدينة جدة ليسجلوا للأهلي)
- فؤاد منضور (انتقل من فريق الاعتصام أحد فرق الدرجة الثانية وسجل للأهلي)
- حسن عدني
- إبراهيم عشماوي (انتقلا من الاتحاد وسجلا للأهلي)
- محمد أحمد القثمي (الوصلة) (كان أصلاً من لاعبي الثغر ولكنه انتقل إلى اهلي الرياض)
- جوهر العبد الله (انتقل من فريق الشرق أحد أندية الدرجة الثانية بمكة المكرمة وسجل للأهلي)
- الحاج سعيد باشعب (انتقل من الثغر إلى الوحدة ثم عاد مرة أخرى للأهلي)

وبدأ الأهلي مشواره الطويل بهؤلاء اللاعبين فقط وبإدارة بناءة مكونة من:
- عبد الفتاح عبد ربه - رئيسا
- يوسف عبد الشكور - سكرتيرا
- أسعد بخش - محاسبا
- داوود عبد الله كنو - عضوا
- أحمد سليمان أبو داوود - عضوا
- عبد الله سعد القنب - عضوا
- عبد الله الرابغي - أمينا للصندوق
- عبد الله عبد ربه - عضوا
- عبد الله الناصر - عضوا

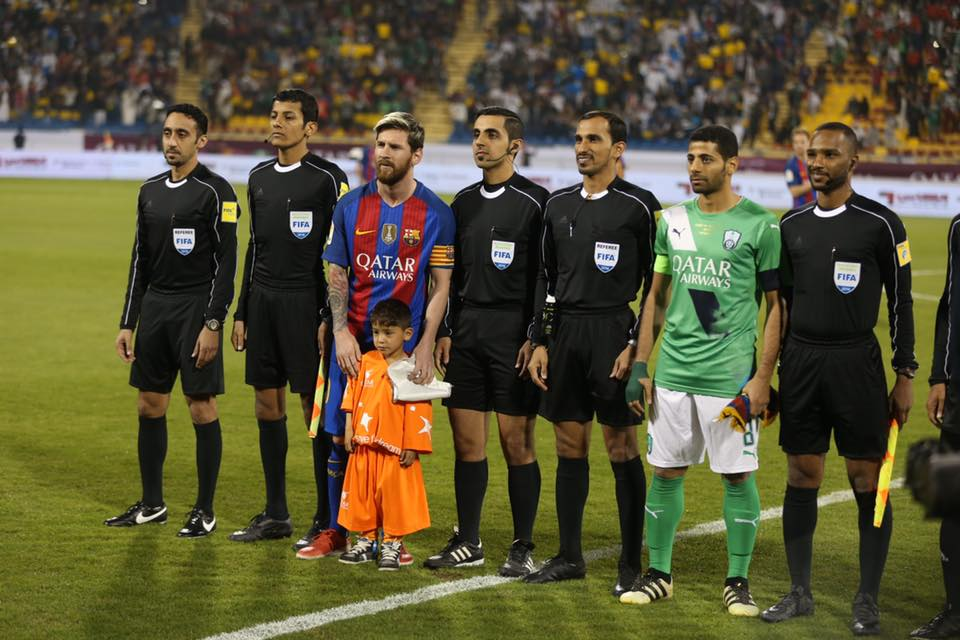
تيسير الجاسم أكثر اللاعبين مشاركة في المباريات الرسمية في تاريخ النادي بـ472 مباراة.

وكان أول قرار اتخذه مجلس الإدارة هو العودة إلى الاسم التأسيسي (الأهلي) وأن يتولى مهمة تدريب الفريق في هذه المرحلة أوفى أبنائه أحمد اليافعي وعبد الله عبد الماجد. وبدأ الفريق مزاولة تمارينه استعدادا للدوري العام وتشاء الصدف أن تكون أول مباراة للنادي ضمن مباريات الدوري ضد نادي الاتحاد وكانت التجربة صعبة جداً بالنسبة للأهلي في عهده الجديد فاللاعبون تنقصهم الخبرة والتجانس إذ أن معظمهم من فرق الدرجة الثانية ومن اندية مختلفة والاتحاد فريق عنيد يضم لاعبين ممتازين وموهوبين وكل هذه الملابسات قادت إلى تكهنات بهزيمة ساحقة سيلحقها الاتحاد بالأهلي ويأتي اليوم الموعود وتقام المباراة في يوم الجمعة الموافق 26/4/1381 هـ لتنتـهي المبـاراة بفـوز الأهلي 1 / صفر، وهذا النصر منح هؤلاء الفتية من أبناء الأهلي روحا معنوية عالية وثقة بالنفس لاحدود لها وكانت الانطلاقة إلى انجازات كبيرة وبطولات كثيرة لم يحققها الأهلي في جميع مراحله السابقة، واستطاع في هذا العام أن يصل إلى المباراة ماقبل النهائية ليلعب ضد نادي الوحدة بتاريخ 28/7/1381 هـ وعلى ملعب الصبان بجدة وانتهت المباراة في أشواطها الأربعة بالتعادل بدون أهداف وكان المفروض أن تعاد المباراة على نفس الملعب خلال ثمان وأربعين ساعة في حالة التعادل حسب مانصت عليه لائحة إدارة رعاية الشباب، ولكن لظروف استثنائية وملابسات معقدة وافق رئيس النادي على إقامة المباراة الثانية في مكة المكرمة ودون الرجوع إلى مجلس الإدارة ويوقع على المحضر المتخذ بهذا الشأن ولكن إدارة النادي ترفض القرار وتصر على إقامة المباراة في جدة تمسكاً بما نصت عليه اللائحة والنتيجة انسحاب الأهلي وفوز نادي الوحدة بالانسحاب ليتأهل للمباراة النهائية ضد الهلال بالرياض وليخسر الأهلي البطولة المحتملة نتيجة هذه الملابسات.
ورغم كل ذلك استطاع الأهلي الفوز بالبطولة في الموسم التالي 1382 هـ وفي مواسم لاحقة وأنجز في مرحلته الأخيرة مالم ينجزه في المراحل السابقة ووفى أبناء الأهلي (إداريين ولاعبين ومشجعين) بوعدهم للرعيل الأول وأثبتوا أنهم خير خلف لخير سلف وحققوا من البطولات مالم يحققه أي ناد آخر في تلك الفترة.

## لاعبون سابقون

### اللاعبون السعوديون
بعض اللاعبون السعوديون الذين لعبوا للأهلي:
| - محمد عبد الجواد - خالد الرويحي - عبيد الدوسري - محمد شلية - مسفر الجاسم - محمد الخليوي - أمين دابو - خالد مسعد - إبراهيم سويد - بندر سرور - عبد الرحمن أبوسيفين - أحمد عيد - عبد الرزاق أبو داود - طارق كيال - سليمان مطر - حسن مجلجل - عمر راجخان - محمد السويلم - باسم أبو داود - بندر الجارالله - محمد المترو - وائل الجعيد - إبراهيم مريكي - فيصل عتيق - غازي صدقة - عبدالله أحمد - حسن خميس - عبدالرحمن قهوجي - سالم باعيسى - بكر باناجة - محمد قاسم | - طلال صبحي - سعيد غراب - حسام أبو داود - عبد الله الواكد - خالد قهوجي - أحمد الصغير - حمزة صالح - حسين عبد الغني - عبد الله سليمان - سعد الدوسري - منصور النجعي - سمير سليماني - عبد العزيز عمر (صمدو) - وحيد جوهر - خالد الشنيف - عبد العزيز الدوسري - ناصر بليه - سالم سويد - مازن بصاص - عبد الله الرشودي - عبد المجيد الغامدي - أحمد يحيى - أحمد المغربي - هشام عبد الحي - خالد أبورأس - منصور الحصيني - أحمد زقزوق - إبراهيم صالح بكر - محمد الصائغ - عبدالوهاب فرج الله - عبدالعزيز حسام الدين | - طلال المشعل - محمد حقوي - حسين القوزي - بندر الريس - بدر الخزامي - عامر مانع - علي حسين - منصور حسين - عادل بغدادي - يحيى عامر - عماد أبوالدوح - موسى مرزوق - حسن الشهري - مروان دفتردار - سلطان الظاهري - خالد منسي - عماد صديق - محمد أمين سويد - نايف القاضي - وليد عبدربه - خالد بن عبد الله بن عبد العزيز آل سعود - أحمد شلية - أحمد السديس - معتمد خوجلي - إدريس آدم - فؤاد رزق - حسين المقهوي - سلمان المؤشر - مهند عسيري - محمد المجحد | - عادل رواس - عبد الهادي الحداد - فيصل بامحرز - عبده بسيسي - عويضة العامري - فهد الشمري - طلال الخيبري - براك عطية - فراج الشهري - سامي فلاته - تيسير آل نتيف - يحيى جوشان - رامي السهلي - عاتق المالكي - مصطفى إدريس - عبد الحميد جدوع - علي العبدلي - مسفر الشمراني - أسامة برناوي - ميمي أبوداود - طارق مسعود - محمد عيد - سعود الخيبري - فهد عيد - مالك معاذ - تيسير الجاسم - ياسر المسيليم - معتز الموسى - أسامة هوساوي - معتز هوساوي - هيثم عسيري |

ابراهيم الحبشي

### اللاعبين غير السعوديين
سيتم هنا ذكر بعض اللاعبين الغير سعوديين الذين شاركوا مع النادي الأهلي
| أمريكا الجنوبية - دييغو مارادونا - خافيير توليدو - سيباستيان روسكليدا - راؤول - زينهو - كارلوس دياز (كيم) - لوسيو فلافيو - سيرجيو ريكاردو - فال بيانو - أنطونيو كايو - روجيريو - كارلوس بيتشارا - هاريسون - ديونيه - قوقا - جاليمار - خوزيه كارلوس - رودريقو - لياندرو - لويس أنطونيو - باولينهو - أليساندرو | - مارندينا - مارسينهو داسيلفا - واندرسون دو كارمو - مارسيلو كماتشو - فيكتور سيموس - نونيز - رودريقو قوارو - خوسيمار موسكيرا - ريكاردو بيريز (ألكاتو) - خايرو بالومينو - جيلسون دا سوزا - سيباستيان سركسيان - ماركينيو - ليوناردو دا سيلفا سوزا - جوزيف دي سوزا إفريقيا - عبد الكريم صقر - عادل معيزة - يوسف صايبي - نيكولاس ألونجي - محمد بركات - وليد سليمان - رضا سيكا - بوشعيب المباركي - عبد الحق آية العريف - جواد أقدار - يوسف رابح | - عيسى جاتو - قودوين - محمد ديالو - إبراهيم قاييه - عبدول أنداي - محمد شيخ تشام - داين فاييه - بلحسن العلوي - خالد بدرة - طارق ذياب - محسن الجندوبي - هيكل قمامدية - نبيل معلول - مراد العقبي - ماهر الكنزاري - عبد القادر بلحسن - سيف الدين غزال - كريم الرواحي - محمد عبد الشافي - عبد الله السعيد - مؤمن زكريا - محمد أمين بن عمر - إدريس فتوحي - رياض بودبوز | آسيا - محمد حسين - علي مروي - بهاء عبد الرحمن - أحمد مبارك (كانو) - عماد الحوسني - مارك ميليغان - عمر السومة أوروبا - يوهان كرويف - ديان داميانوفيتش - ميودراج - ميكي - نيكولا بيتكوفيتش - إيوانيس فيتفاتزيديس |

## البطولات

### بطولات الفريق الأول لكرة القدم

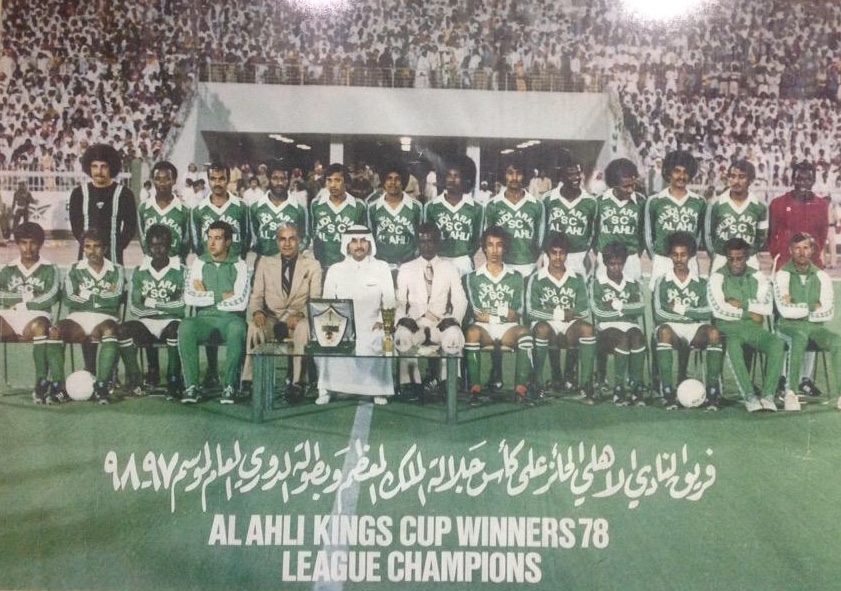
أبطال الدوري والكأس 1978م.

الدوري السعودي
- البطل (4): 1968/69، 1977/78، 1983/84، 2015/16.
- الوصيف (9): 1989/90، 1995/96، 1998/99، 1999/20، 2002/03، 2011/12، 2014/15، 2016/17، 2017/18.
- المركز الثالث (9): 1976/77، 1984/85، 1992/93، 1997/98، 2000/01، 2003/04، 2008/09، 2013/14، 2019/20.

كأس خادم الحرمين الشريفين
- البطل (13): 1962، 1965، 1969، 1970، 1971، 1973، 1977، 1978، 1979، 1983، 2011، 2012، 2016.
- الوصيف (5): 1974، 1976، 1984، 2014، 2017.
- المركز الثالث (1): 2013.

كأس ولي العهد
- البطل (6): 1957، 1970، 1998، 2002، 2007، 2015.
- الوصيف (7): 1958، 1974، 2003، 2004، 2006، 2010، 2016.

كأس الإتحاد السعودي
- البطل (3): 2001، 2002، 2007.
- الوصيف (4):1974، 1989، 1991، 1997.

كأس الخليج للأندية
- البطل (3): 1985، 2002، 2008.

كأس المصيف
- البطل (3): 1966، 1974، 1982.
- الوصيف (1): 1987.

دورة الصداقة الدولية لكرة القدم
- البطل (2): 2001، 2002.
- الوصيف (2):1997، 1999.

كأس الأندية العربية
- البطل (1): 2003.

كأس السوبر السعودي
- البطل (1): 2016.

دوري أبطال آسيا
- الوصيف (2):1985، 2012.

دوري الدرجة الأولى للمحترفين السعودي
- البطل (1): 2023.

### الألعاب الأخرى
فريق كرة اليد
حصل الفريق الأول على الدوري السعودي لكرة اليد 20 مرة، وحصل على كأس الإتحاد 22 مرة، وعلى الصعيد الآسيوي حصل الفريق على كأس الأندية الآسيوية لكرة اليد مرة، وحصل على 7 بطولات خليجية وبطولتين عربية وبالمجمل يملك 58 بطولة وهو زعيم كرة اليد السعودية.
فريق كرة الطائرة
حصل الفريق الأول على 64 بطولة منها فوزه ببطولة الدوري السعودي لـ 25 مرة كأكثر من حققه في تاريخ كرة الطائرة السعودية.
فريق كرة السلة
حقق الفريق الأول لسلة النادي الأهلي 18 بطولة، أهم ما حققته سلة الأهلي فوزها ببطولتين متتاليتين بكأس المملكة عامي 1968م، 1969م وثلاثية 2023 بعد جمعها الدوري الممتاز وكأس الوزارة وكأس النخبة.
فريق كرة الطاولة
حصل الفريق الأول على 49 بطولة، منها بطولة الدوري 15 مرة وبطولة كأس أندية آسيا 2019م.
فريق كرة الماء
حصل الفريق الأول على 32 بطولة منها 13 بطولة دوري وبطولة عربية وحيدة يٌذكر أن اللعبة عمرها لا يتجاوز 31 عام.

## المدربون
| الرقم. | المدرب                               | من   | لغاية | الألقاب                                                               |
| ------ | ------------------------------------ | ---- | ----- | --------------------------------------------------------------------- |
| 1      | محمد أمين حلمي                       | 1937 | 1951  |                                                                       |
| 2      | أحمد عبدالله                         | 1952 | 1961  | 1 كأس ولي العهد                                                       |
| 3      | عبدالله عبدالماجد/أحمد اليافعي       | 1961 | 1965  | 2 كأس خادم الحرمين الشريفين،2 بطولة المنطقة الغربية،2 دوري جدة        |
| 4      | السيد مايكل                          | 1966 | 1967  | 1 كأس المصيف، 1 بطولة المنطقة الغربية                                 |
| 5      | أوسكار هولد                          | 1967 | 1969  | 1 الدوري العام، 1 كأس خادم الحرمين الشريفين، 2 بطولة المنطقة الغربية  |
| 6      | عبدالله عبدالماجد/أحمد اليافعي       | 1969 | 1971  | 2 كأس خادم الحرمين الشريفين، 1 كأس ولي العهد، 2 بطولة المنطقة الغربية |
| 7      | طه إسماعيل                           | 1972 | 1976  | 1 كأس خادم الحرمين الشريفين، 1 كأس المصيف، 4 بطولة المنطقة الغربية    |
| 8      | ديدي                                 | 1977 | 1981  | 3 كأس خادم الحرمين الشريفين، 1 الدوري الممتاز                         |
| 9      | فييرا                                | 1981 | 1981  |                                                                       |
| 10     | كارلوس مورينو (مساعد تيلي سانتانا) * | 1981 | 1982  | 1 كأس المصيف                                                          |
| 11     | تيلي سانتانا                         | 1982 | 1985  | 1 كأس خادم الحرمين الشريفين، 1 الدوري الممتاز، 1 كأس الخليج للأندية   |
| 12     | محمود الجوهري                        | 1985 | 1986  |                                                                       |
| 13     | أحمد أبوعجيلة *                      | 1986 | 1986  |                                                                       |
| 14     | محمود الجوهري                        | 1986 | 1988  |                                                                       |
| 15     | إكهارد كراوتسون                      | 1988 | 1989  |                                                                       |
| 16     | سباستياو لازاروني                    | 1989 | 1990  |                                                                       |
| 17     | كارلوس ألبيرتو زاناتا                | 1990 | 1990  |                                                                       |
| 18     | شانانا                               | 1990 | 1991  |                                                                       |
| 19     | لويس فيليبي سكولاري                  | 1992 | 1993  |                                                                       |
| 20     | نبيل معلول *                         | 1994 | 1994  |                                                                       |
| 21     | بيتر شتوب                            | 1994 | 1994  |                                                                       |
| 22     | أحمد الصغير                          | 1994 | 1995  |                                                                       |
| 23     | مارسيو ماكسيمو                       | 1995 | 1995  |                                                                       |
| 24     | لويس زالوار                          | 1995 | 1996  |                                                                       |
| 25     | راموس                                | 1996 | 1997  |                                                                       |
| 26     | كارلوس ألبيرتو زاناتا                | 1997 | 1998  | 1 كأس ولي العهد                                                       |
| 27     | كابرالزينيو                          | 1998 | 1998  |                                                                       |
| 28     | أمين دابو                            | 1998 | 1999  |                                                                       |
| 29     | كارلوس ألبيرتو زاناتا                | 1999 | 2000  |                                                                       |
| 30     | ميخيل أنخيل لوبيز                    | 2000 | 2000  |                                                                       |
| 31     | لوكا بيروزوفيتش                      | 2000 | 2002  | 2 كأس الإتحاد، 1 كأس الخليج للأندية، 1 دورة الصداقة الدولية           |
| 32     | يوسف عنبر *                          | 2002 | 2002  | 1 كأس ولي العهد                                                       |
| 33     | ديميتري دافيدوفيتش                   | 2002 | 2003  | 1 دورة الصداقة الدولية                                                |
| 34     | إيليا                                | 2003 | 2003  | 1 البطولة العربية                                                     |
| 35     | بيير ليشانتر                         | 2003 | 2003  |                                                                       |
| 36     | فالمير                               | 2003 | 2004  |                                                                       |
| 37     | جينينهو                              | 2004 | 2005  |                                                                       |

| الرقم. | المدرب             | من   | لغاية | الألقاب                                                        |
| ------ | ------------------ | ---- | ----- | -------------------------------------------------------------- |
| 38     | إيليا              | 2005 | 2005  |                                                                |
| 39     | يوسف عنبر *        | 2005 | 2005  |                                                                |
| 40     | نيبوشا             | 2005 | 2007  | 1 كأس الإتحاد، 1 كأس ولي العهد                                 |
| 41     | تيو بوكر           | 2007 | 2007  |                                                                |
| 42     | يوسف عنبر *        | 2007 | 2007  |                                                                |
| 43     | نيبوشا             | 2007 | 2008  |                                                                |
| 44     | يوسف عنبر *        | 2008 | 2008  |                                                                |
| 45     | ستويتشو ملادينوف   | 2008 | 2009  | 1 كأس الخليج للأندية                                           |
| 46     | غوستافو ألفارو     | 2009 | 2009  |                                                                |
| 47     | ألان جويدو *       | 2009 | 2009  |                                                                |
| 48     | سيرجيو فارياس      | 2009 | 2010  |                                                                |
| 49     | تروند سوليد        | 2010 | 2010  |                                                                |
| 50     | خالد بدرة *        | 2010 | 2010  |                                                                |
| 51     | ميلوفان راييفاتس   | 2010 | 2011  |                                                                |
| 52     | ألكسندر إيليش *    | 2011 | 2011  | 1 كأس خادم الحرمين الشريفين                                    |
| 53     | كارل ياروليم       | 2011 | 2013  | 1 كأس خادم الحرمين الشريفين                                    |
| 54     | ألكسندر إيليش      | 2013 | 2013  |                                                                |
| 55     | فيتور بيريرا       | 2013 | 2014  | 1 بطولة الجزيرة الدولية                                        |
| 56     | كريستيان غروس      | 2014 | 2016  | 1 كأس ولي العهد، 1 الدوري الممتاز، 1 كأس خادم الحرمين الشريفين |
| 57     | جوزيه غوميز        | 2016 | 2016  | 1 كأس السوبر السعودي                                           |
| 58     | كريستيان غروس      | 2016 | 2017  |                                                                |
| 59     | سيرجي ريبروف       | 2017 | 2018  |                                                                |
| 60     | فتحي الجبال *      | 2018 | 2018  |                                                                |
| 61     | بابلو جويدي        | 2018 | 2019  |                                                                |
| 62     | خورخي فوساتي       | 2019 | 2019  |                                                                |
| 63     | يوسف عنبر *        | 2019 | 2019  |                                                                |
| 64     | برانكو إيفانكوفيتش | 2019 | 2019  |                                                                |
| 65     | صالح المحمدي *     | 2019 | 2019  |                                                                |
| 66     | كريستيان غروس      | 2019 | 2020  |                                                                |
| 67     | مازن بهكلي *       | 2020 | 2020  |                                                                |
| 68     | فلادان ميلوفيتش    | 2020 | 2021  |                                                                |
| 69     | فيصل غورمي *       | 2021 | 2021  |                                                                |
| 70     | لورينت ريجيكامف    | 2021 | 2021  |                                                                |
| 71     | بيسينك هاسي        | 2021 | 2022  |                                                                |
| 72     | روبرت سيبولدي      | 2022 | 2022  |                                                                |
| 73     | يوسف عنبر *        | 2022 | 2022  |                                                                |
| 74     | بيتسو موسيماني     | 2022 | 2023  | 1 دوري الدرجة الأولى للمحترفين السعودي                         |

* درب الفريق مؤقتاً.

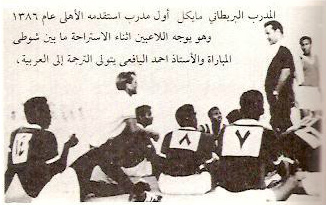
البريطاني مايكل أول مدرب أجنبي إستقدمه الأهلي جالساً على يسار الصورة بينما يظهر أحمد اليافعي واقفاً على يمين الصورة وهو يقوم بالترجمة للاعبين
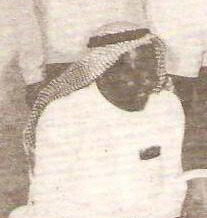
المدرب الوطني عبد الله عبد الماجد أكثر من حقق بطولات مع النادي الأهلي بواقع 11 بطولة رفقة زميله أحمد اليافعي
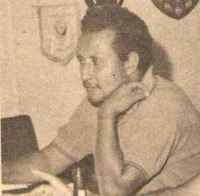
المدرب الوطني أحمد اليافعي أكثر من حقق بطولات مع النادي الأهلي بواقع 11 بطولة رفقة زميله عبدالله عبدالماجد
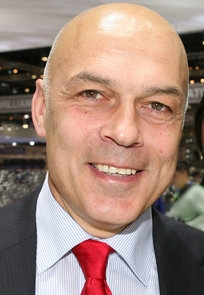
السويسري كريستيان غروس المدرب الأكثر نجاح حقق مع الأهلي رقم قياسي بعدم الخسارة في 51 مباراة على التوالي وتحقيق كأس ولي العهد الدوري وكأس الملك تولى تدريب الأهلي مواسم 2014-2016

## الرؤساء
رؤساء النادي الأهلي مُنذ تأسيسه عام 1937 حتى الآن، ملاحظة: مُنذ عام 1940 حتى 1948 توقف النشاط الرياضي في السعودية بأمر الملك عبدالعزيز وعاد في عام 1949، بعد نقل ملكية النادي إلى صندوق الإستثمارات العامة في 5 يونيو 2023 تم تغيير تنظيم الرؤساء وصلاحياتهم بعد إنشاء إدارة خاصة بشركة النادي تدير كافة أعمال النادي وإنشاء مؤسسة الأهلي غير الربحية التي تبدي الرأي والمشورة.
| الترتيب | الرئيس                                 | الفترة         |
| ------- | -------------------------------------- | -------------- |
| 1       | حسن محمود شمس                          | 1937 -1939 م   |
| 2       | عمر محمود شمس                          | 1949 -1951 م   |
| 3       | حسن سرور الصبان                        | 1951 -1953 م   |
| 4       | عبد الله أحمد بحيري                    | 1954 -1954 م   |
| 5       | عمر محمود شمس                          | 1955 -1955 م   |
| 6       | علي جاسر                               | 1956 -1956 م   |
| 7       | محمد أحمد القشلان                      | 1957 -1957 م   |
| 8       | عبد الرحمن بن سعد بن سعيد              | 1958 -1959 م   |
| 9       | جميل حسين قمصاني                       | 1960 -1960 م   |
| 10      | عبد الفتاح يوسف عبد ربه                | 1961 -1961 م   |
| 11      | عبد الله أحمد بحيري                    | 1962 -1962 م   |
| 12      | عبد الفتاح يوسف عبد ربه                | 1963 -1963 م   |
| 13      | عمر يوسف عبد ربه                       | 1964 -1968 م   |
| 14      | محمد صالح بن حمد                       | 1969 -1971 م   |
| 15      | عبد الله سعد القنب                     | 1972 -1973 م   |
| 16      | عبد المجيد أحمد يوسف                   | 1974 -1974 م   |
| 17      | الأمير خالد بن عبد الله بن عبد العزيز  | 1975 -1979 م   |
| 18      | الأمير عبد الله فيصل بن تركي           | 1980 - 1980 م  |
| 19      | الأمير محمد العبد الله الفيصل          | 1981 - 1983 م  |
| 20      | الدكتور عبد الرزاق أبو داود            | 1984 -1985 م   |
| 21      | أحمد عيد الحربي                        | 1986 -1986 م   |
| 22      | الأمير خالد بن عبد الله بن عبد العزيز  | 1987 -1993 م   |
| 23      | الأمير عبد الله بن فيصل بن تركي        | 1993 -1994 م   |
| 24      | الأمير بدر بن فهد بن سعد               | 1994 -1995 م   |
| 25      | العقيد زكي أسعد رحيمي                  | 1995 -1996 م   |
| 26      | عبد العزيز محمد عبد العال              | 1996 -1997 م   |
| 27      | الدكتور سلمان السديري                  | 1997 -1997 م   |
| 28      | الأمير نواف بن عبد العزيز بن تركي      | 1998 -2002 م   |
| 29      | أحمد محمد المرزوقي                     | 2003 -2004 م   |
| 30      | الدكتور عبد الرزاق أبو داود            | 2004 -2004 م   |
| 31      | الدكتور أيمن صالح فاضل                 | 2004 - 2006 م  |
| 32      | الدكتور عبد الرزاق أبو داود            | 2006 - 2006 م  |
| 33      | أحمد محمد المرزوقي                     | 2006 - 2008 م  |
| 34      | عبد العزيز محمد العنقري                | 2008 - 2010 م  |
| 35      | الأمير فهد بن خالد بن عبد الله بن محمد | 2010 - 2015 م  |
| 36      | مساعد هليل الزويهري                    | 2015 - 2016 م  |
| 37      | أحمد محمد المرزوقي                     | 2016 - 2017 م  |
| 38      | الأمير فهد بن خالد بن عبد الله بن محمد | 2017 - 2017 م  |
| 39      | الأمير تركي بن محمد العبد الله الفيصل  | 2017 - 2018 م  |
| 40      | ماجد بن عائض النفيعي                   | 2018 - 2019 م  |
| 41      | عبد الله البترجي                       | 2019 - 2019 م  |
| 42      | أحمد بن بكر الصائغ                     | 2019م - 2020 م |
| 43      | عبدالإله مؤمنة                         | 2019 - 2021 م  |
| 44      | ماجد بن عائض النفيعي                   | 2021 - 2022 م  |
| 45      | وليد عبد الرزاق معاذ                   | 2022 - 2023 م  |

## هدافو الأهلي عبر التاريخ
أفضل 10 هدافين للفريق الأول لكرة القدم بالنادي الأهلي تاريخيًا.
- آخر تحديث للقائمة تاريخ 23 يونيو 2023.

| المركز | اللاعب        | الجنسية  | عدد الأهداف |
| 1      | عمر السومة    | سوريا    | 195         |
| 2      | طلال المشعل   | السعودية | 82          |
| 3      | فيكتور سيموس  | البرازيل | 80          |
| 4      | أمين دابو     | السعودية | 76          |
| 5      | حسام أبو داود | السعودية | 74          |
| 6      | خالد قهوجي    | السعودية | 74          |
| 7      | إبراهيم سويد  | السعودية | 67          |
| 8      | تيسير الجاسم  | السعودية | 64          |
| 9      | أحمد الصغير   | السعودية | 63          |
| 10     | مالك معاذ     | السعودية | 59          |

### اللاعبون الأكثر مشاركة
تم حصرها على أكثر 3 لاعبين مشاركة لتوفر الإحصاء والبيانات. ملاحظة: الجدول يبين مشاركة اللاعب في المباريات الرسمية فقط (بما في ذلك التبديلات).
| المركز | اللاعب        | الجنسية  | المباريات |
| 1      | تيسير الجاسم  | السعودية | 472       |
| 2      | ياسر المسيليم | السعودية | 324       |
| 3      | حسين عبدالغني | السعودية | 316       |

## أولويات أهلاوية
- أول بطل رسمي بعد تنظيم المسابقات الرسمية في السعودية على كأس ولي العهد 1377هـ.
- أول بطل لنادي كرة قدم من مدينة جدة 1377هـ.
- أول نادي يحقق كأس دوري جلالة الملك بتواجد المناطق الثلاث (الغربية - الوسطى الشرقية) 1382هـ.
- أول نادي يحقق درع دوري على مستوى المملكة (الدوري العام) عام 1389 هـ.
- أول بطل في إستاد الملز وذلك ببطولة كأس الملك 1389هـ.
- أول نادي ينال جائزة التفوق الرياضي والنادي النموذجي 1389هـ.
- أول نادي يحتفظ بكأس دوري جلالة الملك للأبد 1390هـ.
- أول نادي يحقق ويحتكر البطولة الملكية بأنظمته المختلفة 4 نسخ متتالية (1389-1393هـ).
- أول نادي يحقق ويحتكر بطولة بنظام الدوري "كأس دوري جلالة الملك" لـ 5 نسخ متتالية (1385-1389-1390-1391-1393هـ).
- أول نادي يفوز بجائزة كأس النادي المثالي 1395هـ.
- أول من أحضر المدربين البرازيليين وذلك عبر بوابة المدرب ديدي 1397هـ.
- أول نادي سعودي يجمع بطولتي الدوري الممتاز وكأس الملك في عام واحد 1398هـ.
- أول نادي من مدينة جدة يحقق بطولة الدوري الممتاز 1398هـ.
- أول نادي سعودي وخليجي يلاعب المنتخب البرازيلي الأول 1398هـ.
- أول نادي سعودي يحقق بطولة الدوري السعودي لكرة الطائرة 1398هـ.
- أول نادي سعودي يتوج في إستاد الملز لـ 3 سنوات متتالية على بطولة وذلك على كأس الملك (1397-1398-1399هـ).
- أول نادي سعودي يصل نهائي البطولة الملكية بأنظمتها المختلفة لـ 10 سنوات متتالية (1389-1399هـ).
- أول نادي سعودي يحضر لاعب أجنبي غير عربي لفريق كرة القدم وذلك عبر بوابة اللاعب البرازيلي زينهو 1400هـ.
- أول نادي سعودي يحقق بطولة خارجية للرياضة السعودية وذلك عبر فريق كرة اليد بالبطولة العربية عام 1400/01هـ.
- أول نادي سعودي يحقق بطولة الدوري السعودي للناشئين 1402هـ.
- أول نادي سعودي يصل لـ 10 بطولات بالمسمى الملكي 1403هـ.
- أول نادي بين الأندية الجماهيرية الأربعة في المملكة يحقق بطولة خارجية لكرة القدم وذلك على كأس الخليج 1405هـ.
- أول نادي من مدينة جدة يحقق بطولة خارجية 1405هـ.
- أول نادي سعودي وخليجي يقيم مهرجان إعتزال للاعب وذلك لنجمه التاريخي أمين دابو 1405هـ.
- أول نادي سعودي يحضر أفلاطون الكرة الهولندية يوهان كرويف وذلك على حفل إعتزال أمين دابو 1405هـ.
- أول نادي سعودي يحقق بطولات الخليج ثلاث مرات دون أي هزيمة (1405-1422-1428هـ).
- أول نادي سعودي يشارك في البطولات الآسيوية وأول من وصل المباراة النهائية 1406هـ.
- أول نادي عربي يحتفل بمناسبة مرور خمسين عامًأ على تأسيسه (اليوبيل الذهبي) 1407هـ.
- أول نادي عربي يحضر الأسطورة الأرجنتينية دييغو أرماندو مارادونا للأراضي العربية 1407هـ.
- أول نادي سعودي والوحيد الذي سيطر على كأس الإتحاد السعودي لكرة اليد 13 نسخة متتالية (1401-1413هـ).
- أول نادي سعودي والوحيد الذي سيطر على الدوري السعودي لكرة الطائرة 7 نسخ متتالية (1402-1408هـ).
- -أول نادي سعودي يسجل الهدف الذهبي في مباراة نهائية في الكرة السعودية وذلك أمام نادي الرياض على كأس ولي العهد 1418هـ.
- أول نادي سعودي والوحيد الذي سيطر على الدوري السعودي لكرة اليد 6 نسخ متتالية (1422-1427هـ).
- أول نادي من مدينة جدة يحقق البطولة العربية لكرة القدم 1423هـ.
- أول نادي سعودي في كرة اليد يحصل على أربع بطولات في عام رياضي واحد (درع الدوري-بطولة الكأس -بطولة النخبة-البطولة العربية للأندية) 1426هـ.
- أول نادي سعودي ينشئ أكاديمية رياضية لكرة القدم وحصلت على التصنيف رقم (1) كأول أكاديمية رياضية رسمية بكرة القدم في المملكة العربية السعودية 1426هـ.
- أول نادي سعودي يعقد إنتخابات للاتحادات الرياضية بالنادي وتم التصويت لإختيار 7 مرشحين لـ 7 إتحادات رياضية بالنادي 1428هـ.
- أول نادي سعودي يحقق كأس الإتحاد السعودي للناشئين 1429هـ.
- أول نادي سعودي يُنظم إنتخابات لإختيار رئيس للنادي 1429هـ.
- أول نادي سعودي يحقق بطولة الأندية الآسيوية لكرة اليد 1430هـ.
- أول نادي سعودي يحصل على جائزة التفوق الرياضي ووثيقة سفير الوطن من يد خادم الحرمين الشريفين الملك عبد الله بن عبد العزيز لحصوله على أربع بطولات خارجية في عام واحد في ألعاب (كرة القدم-كرة اليد-كرة الطائرة) 1430هـ.
- أول نادي سعودي ينشئ مركزًا خاصًا لقطاع الناشئين والشباب وتأثيثه بأحدث الأجهزة العالمية لتعيئة فئة الناشئين والشباب وهو مركز الأمير عبد الله الفيصل 1430هـ.
- أول نادي سعودي والوحيد الذي جمع الدوري وكأس الملك وكأس السوبر في عصر الإحتراف 1437هـ.
- أول نادي سعودي والوحيد الذي لم يخسر لمدة عاميين بواقع 51 مباراة بلا هزيمة (1435-1437هـ).
- أول نادي سعودي يحقق جميع البطولات المحلية في عصر الإحتراف خلال عامين رياضيين (الدوري - كأس الملك - كأس ولي العهد - كأس السوبر) 1436-1437هـ.

## رابطة جمهور الاهلي عبر التاريخ
- أول من قاد رابطة مشجعين النادي الاهلي هو صالح السنحاني وكان نائب له حسن مريع وكان في عام 1403 هـ.
- كانت الرابطة تفتقد للكثير من أساسيات التشجع فحضر إلى رئيس الرابطة صالح السنحاني المشجع الأهلاوي ياسين زيني الأنصاري ومعاه مجموعه من دف زيني (وادي فاطمة) وطلب إعادة هيكلة الرابطة وتنظيمها وتم التنسيق مع نائب رئيس الرابطة حسن مريع وتأسيس رابطة جديدة مكونه من مكة وجدة ووادي فاطمة ورئيسها صالح السنحاني ونائبها حسن مريع وكان في ذلك الوقت بلابل المدرج الاهلاوي (حسن مريع، ناصر سيف، مهدي عبده، سلطان زيني، فهد البريمي، ناجي السيلاني، عيسى البرقاوي) وكان هذا في عام 1404 هـ
- انضم إلى الرابطة رئيس الرابطة الحالي الأستاذ سعود البرقاوي عن طريق عضو الرابطة عيسى البرقاوي في عام 1409 هـ، كما انضم المشجع الاهلاوي المعروف سلامة الحازمي إلى الرابطة في عام 1409 هـ كان سلامة الحازمي يقوم بدور كبير في تجميع أعضاء الرابطة في كل مباراة.
- بسبب ظروف عمل حسن مريع تم تعيين سعود البرقاوي نائب ثاني للرابطة خلف رئيس الرابطة صالح السنحاني ونائبه حسن مريع في عام 1410 هـ. تقدم الأستاذ صالح السنحاني بالاعتذار عن مواصلة المشوار ونظراً للجهود الكبيرة التي يقوم بها سلامة الحازمي ولكبر سنه تم ترشيحه رئيساً للرابطة خلف الأستاذ صالح السنحاني وكان نائب الأستاذ سلامة الحازمي هو حسن مريع ونائبه الثاني سعود البرقاوي في عام 1411 هـ
- انضم عادل غيث الحازمي للرابطه عن طريق سعود البرقاوي، ونظراً لظروف حسن مريع العملية تم ترشيح سعود البرقاوي للتمثيل مع رابطة المنتخب السعودي بقيادة عاطي الموركي في مونديال كأس العالم 1994 بأمريكا
- أول ألبوم للرابطة هو ألبوم قلعة الكؤوس وشارك في هذا الألبوم حسن مريع وسعود البرقاوي وعادل غيث الحازمي.
- استمرت الرابطة بتواجد الثلاثي ثم انضم الأستاذ وعاشق المزمار للرابطة ذياب المحمادي. وبعدها إنضم حمزه الشهري وهاني العتيبي وسلطان مريع وبدر التركستاني وعاطف باوزير وأخيرًا القرني.
- شهد المدرج الأهلاوي تطور كبير في التشجيع والأهازيج مُنذ إستلام بدر تركستاني قيادة الرابطة حيث إنتشرت أهازيج أهلاوية للملاعب الخليجية والعربية وأبرز تلك الأهازيج للأهلي جينا كما لا يغفل التاريخ عن أولوية المدرج الأهلاوي بإدخال العديد من الأمور التطويرية للتشجيع مثل إدخال الشعلات النارية عام 2002 وأوراق التيفو 2010 وإصدار نشيد خاص بالنادي عام 2011 وغيرها.

## نشيد النادي الأهلي
انطلق النشيد الأهلاوي بتاريخ 11 فبراير 2011 في مباراة نجران ضمن مباريات الدوري السعودي.
كلمات النشيد:
لك العهد والعشق والانتماء وخلفك نمضي صباح مساء
لتبقى مجيدا وفخرا وعيدا وصرحا فريدا يطال السماء
أيا قلعة المجد والمجد أهلي
أيا منبع الفن والفن أهلي
سفير الوطن شموخ وفن
وعبر الزمان سنمضي معا
وعبر الزمان سنمضي معا

## مناسبات أهلاوية

### اليوبيل الذهبي
أُقيمت مباراة إستعراضية بين الأهلي السعودي وبروندبي الدنماركي بمناسبة مرور 50 عام على تأسيس الأهلي وشارك بها النجم الأرجنتيني دييغو أرماندو مارادونا مع النادي الأهلي وإنتهت المباراة لصالح الأهلي بنتيجة 5-2 سجل مارادونا هدفين منها.

### اعتزال أمين دابو
أقام النادي الأهلي حفل إعتزال ومباراة تكريمية للاعب أمين دابو أمام فينورد الهولندي عام 1984م وإستدعى اللاعب الهولندي يوهان كرويف لإرتداء القميص الأهلاوي.

### اعتزال أحمد الصغير
أعلن النادي الأهلي عن إقامة مبارة تكريمية للاعب أحمد يريسو المشهور بـ ( أحمد الصغير ) عام 1986 عندما لعب الأهلي أمام نادي سيرفيت السويسري.

### اعتزال محمد عبد الجواد
أُقيم عام 1995 حفل إعتزال للظهير الطائر محمد عبدالجواد في مُباراة جمعت الأهلي أمام منتخب نيجيريا وبحضور ورعاية من الأمير عبد الله الفيصل بن عبد العزيز.

### مباريات ودية
| تاريخ المباراة | النادي                                                     | نتيجة المباراة | الفائز             | مكان المباراة |
| -------------- | ---------------------------------------------------------- | -------------- | ------------------ | ------------- |
| 26 مارس 1950   | البارجة البريطانية جون هوارد                               | 3 - 0          | الأهلي             | جدة           |
| 30 يناير 1951  | المدمرة الهولندية جيرك هيدس                                | 3 - 0          | الأهلي             | جدة           |
| 17 أبريل 1951  | منتخب البوارج البريطانية الحربية (يوليس- ميرميد - سربرايز) | 3 - 2          | الأهلي             | جدة           |
| 19 فبراير 1959 | منتخب كراتشي                                               | 1 - 1          | تعادل              | جدة           |
| 16 ديسمبر 1959 | منتخب وزارة الصحة المصري                                   | 2 - 0          | الأهلي             | جدة           |
| 24 فبراير 1962 | نادي الموردة السوداني                                      | 0 - 2          | الموردة            | جدة           |
| 28 مايو 1965   | نادي يونسيسو البرازيلي                                     | 0 - 3          | يونسيسو            | جدة           |
| 28 مايو 1965   | الطرادة البريطانية كامبريان                                | 7 - 1          | الأهلي             | جدة           |
| 19 أبريل 1966  | البارجة دين لاين                                           | 8 - 0          | الأهلي             | جدة           |
| 30 يناير 1968  | نادي الوحدة السوداني                                       | 1 - 1          | تعادل              | جدة           |
| 19 فبراير 1969 | نادي المريخ السوداني                                       | 0 - 0          | تعادل              | جدة           |
| 8 يناير 1971   | منتخب تونس العاصمة                                         | 0 - 2          | منتخب تونس العاصمة | جدة           |
| 18 أبريل 1971  | منتخب أنقرة التركي                                         | 0 - 1          | منتخب أنقرة التركي | جدة           |
| 21 يوليو 1971  | نادي الإسماعيلي المصري                                     | 1 - 1          | تعادل              | جدة           |
| 10 مايو 1972   | نادي النيل السوداني                                        | 0 - 0          | تعادل              | جدة           |
| 20 يونيو 1972  | الوفد الطلابي السوداني                                     | 7 - 1          | الأهلي             | جدة           |
| 9 ديسمبر 1972  | المنتخب الصومالي                                           | 3 - 2          | الأهلي             | جدة           |
| 7 يوليو 1973   | نادي المحلة المصري                                         | 0 - 4          | نادي المحلة المصري | جدة           |
| 20 أغسطس 1974  | نادي الجيل اليمني الشمالي                                  | 3 - 0          | الأهلي             | جدة           |
| 12 أكتوبر 1975 | نادي شباب الحديدة اليمني                                   | 9 - 0          | الأهلي             | جدة           |